# Aphelinoidea redini
Aphelinoidea redini är en stekelart som först beskrevs av Girault 1929.  Aphelinoidea redini ingår i släktet Aphelinoidea och familjen hårstrimsteklar. Inga underarter finns listade i Catalogue of Life.